# Dasyblemma
Dasyblemma là một chi bướm đêm thuộc họ Erebidae.

## Loài
- Dasyblemma straminea Dyar, 1923